# Évry-Courcouronnes
Évry-Courcouronnes est une commune nouvelle française créée le 1er janvier 2019, issue de la fusion des communes d'Évry et Courcouronnes, et la préfecture du département de l'Essonne, dans la région d'Île-de-France. Classée au 81e rang des communes françaises par sa population, ses habitants s'appellent Évry-Courcouronnais.

### Situation géographique d'Évry-Courcouronnes

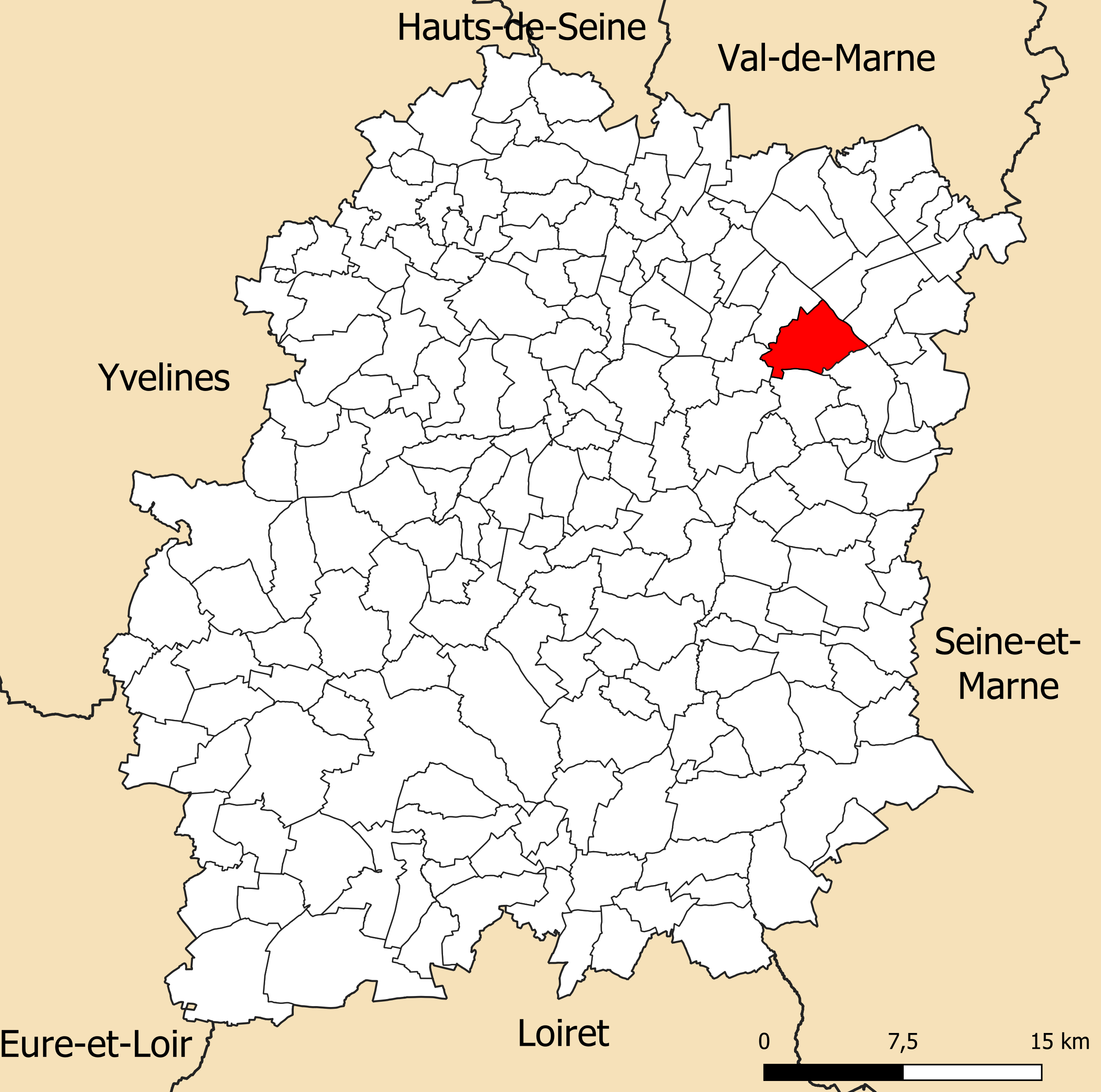
Évry-Courcouronnes est située au nord est de l'Essonne à 30 kilomètres de Paris.

### Relief et géologie

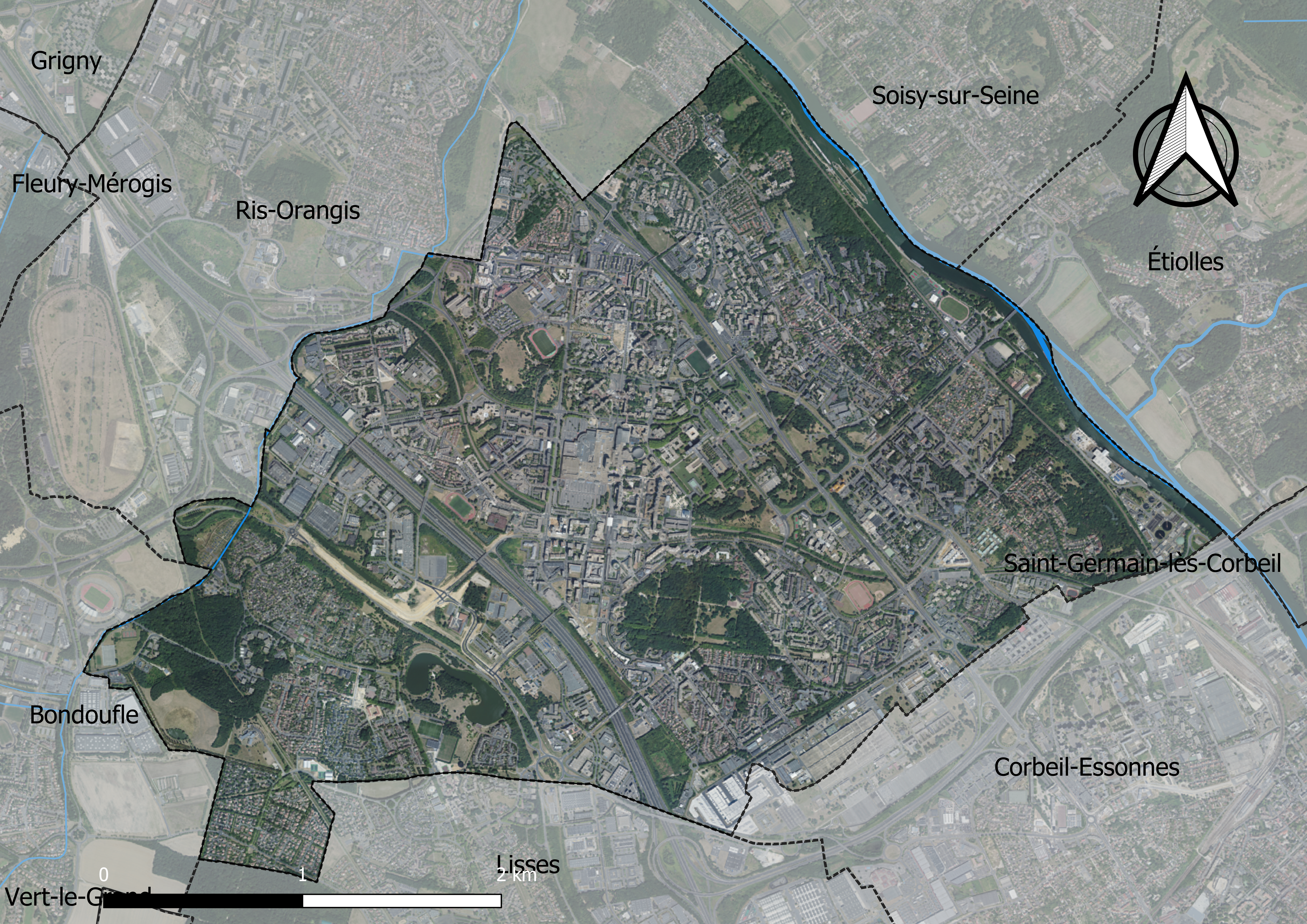
Orthophotographie de la commune d'Évry-Courcouronnes.

## Géographie

### Climat
Pour des articles plus généraux, voir Climat de l'Île-de-France et Climat de l'Essonne.
En 2010, le climat de la commune est de type climat océanique dégradé des plaines du Centre et du Nord, selon une étude du CNRS s'appuyant sur une série de données couvrant la période 1971-2000. En 2020, Météo-France publie une typologie des climats de la France métropolitaine dans laquelle la commune est exposée à un climat océanique altéré et est dans la région climatique Sud-ouest du bassin Parisien, caractérisée par une faible pluviométrie, notamment au printemps (120 à 150 mm) et un hiver froid (3,5 °C).
Pour la période 1971-2000, la température annuelle moyenne est de 11,6 °C, avec une amplitude thermique annuelle de 15,4 °C. Le cumul annuel moyen de précipitations est de 675 mm, avec 11,1 jours de précipitations en janvier et 7,9 jours en juillet. Pour la période 1991-2020, la température moyenne annuelle observée sur la station météorologique la plus proche, située sur la commune de Brétigny-sur-Orge à 9 km à vol d'oiseau, est de 11,9 °C et le cumul annuel moyen de précipitations est de 628,9 mm,. Pour l'avenir, les paramètres climatiques de la commune estimés pour 2050 selon différents scénarios d'émission de gaz à effet de serre sont consultables sur un site dédié publié par Météo-France en novembre 2022.

### Occupation des sols

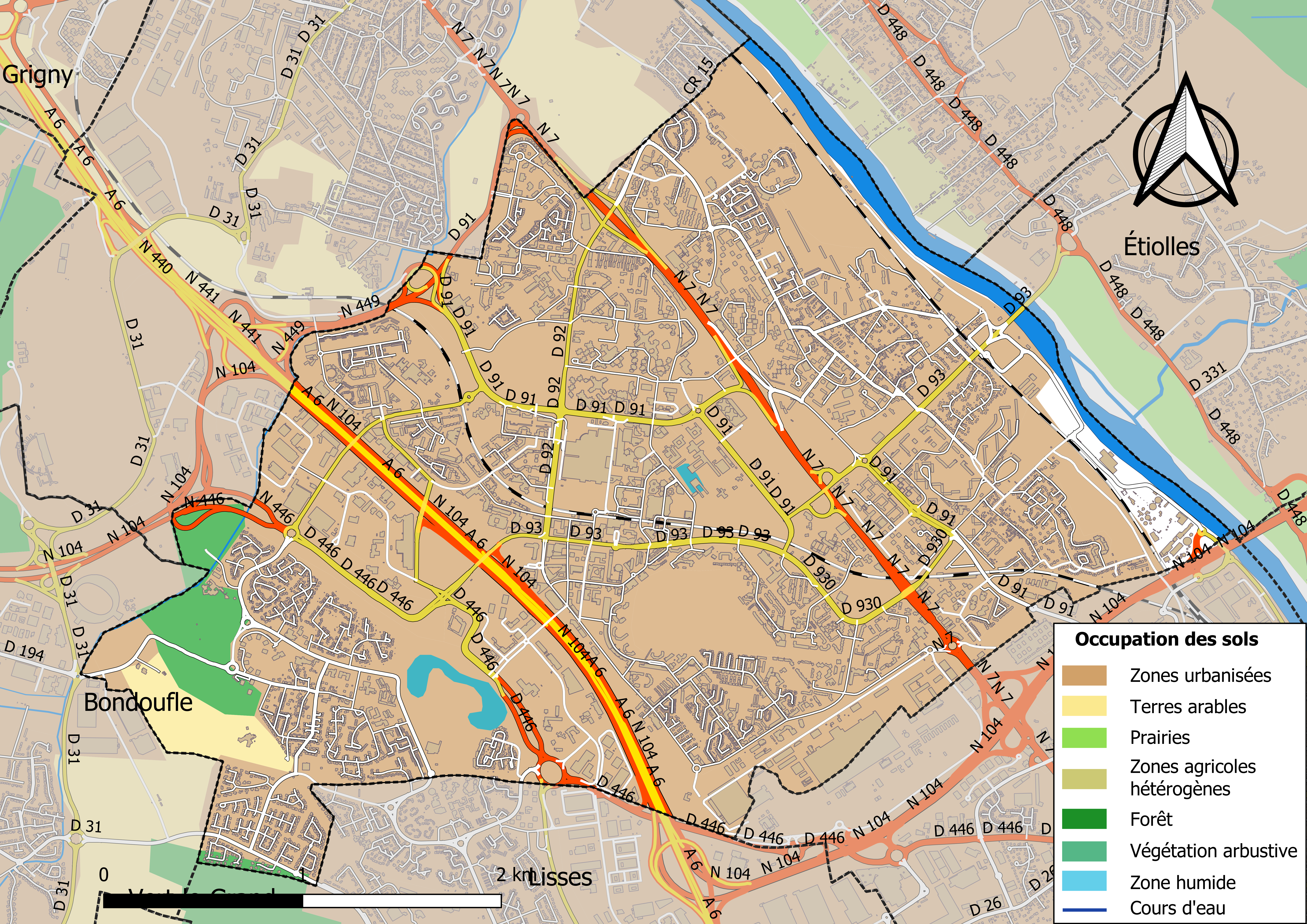
Carte des infrastructures et de l’occupation des sols en 2018 de la commune Évry-Courcouronnes.

### Voies de communication et transports

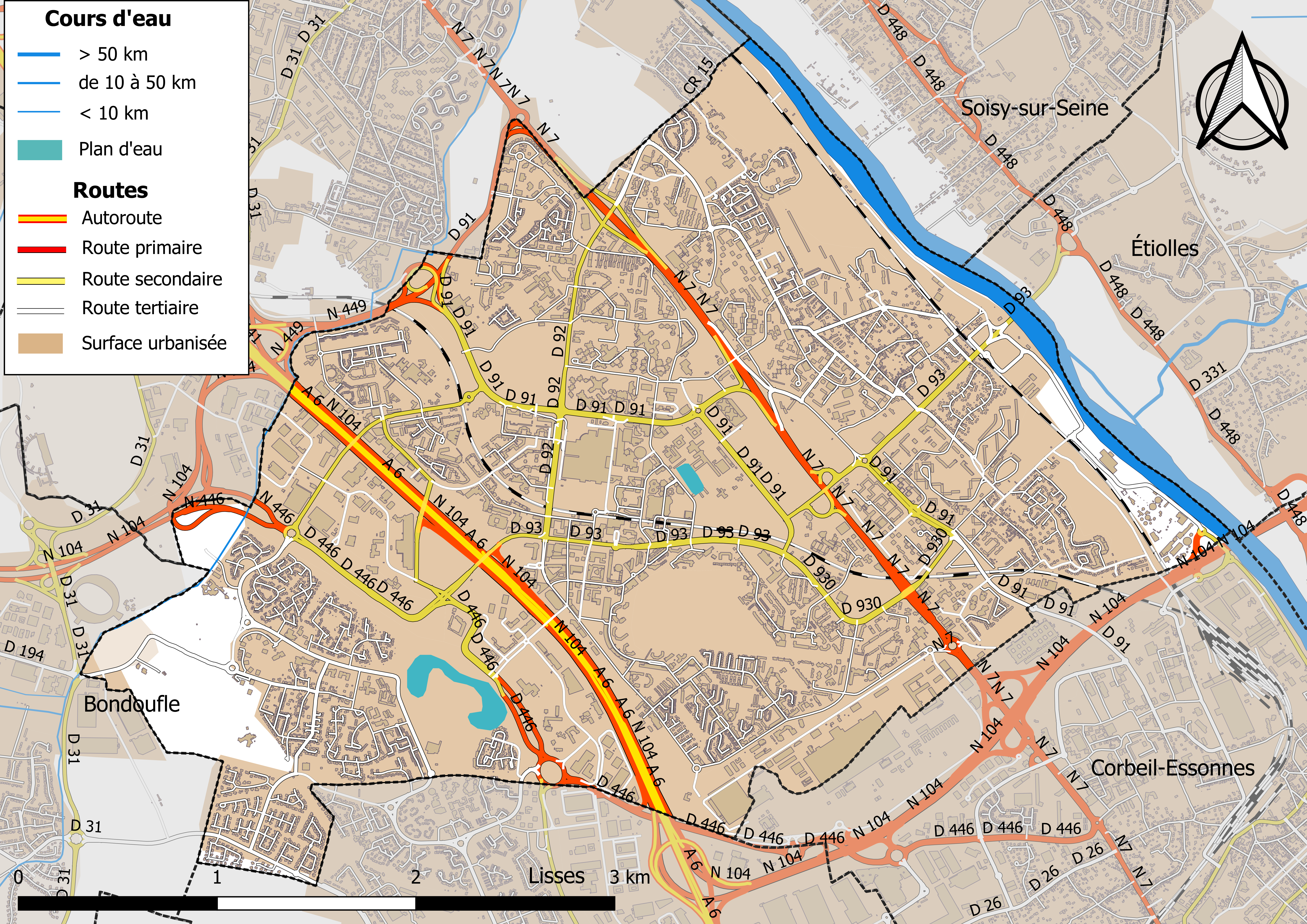
Carte des réseaux hydrographiques et routiers de la commune Évry-Courcouronnes.

#### Voies routières
La commune d'Évry-Courcouronnes est traversée par plusieurs axes importants de communication. Le premier d’entre eux étant l’autoroute A6 qui traverse le territoire du nord-ouest au sud-est sur plus de trois kilomètres. À l'est, le territoire de la commune est traversée du nord au sud par la route nationale 7 ; et à l'ouest, il est traversé du nord au sud par la route départementale 446, qui est une portion de l'ancienne route nationale 446.
La commune est aussi accessible par plusieurs échangeurs de la Francilienne (N104) : au nord, par les échangeurs 35 et 36 ; et au sud, par les échangeurs 30, 32 et 33. En outre, la Francilienne longe l'autoroute A6 sur toute sa traversée du territoire de la commune et l'échangeur 34 permet de passer de l'une à l'autre.

#### Transports ferroviaires
Le territoire de la commune d'Évry-Courcouronnes est traversée par trois gares ferroviaires empruntées par les trains de la ligne D du RER et la ligne de tramway T12 reliant Évry-Courcouronnes à Massy contenant également trois stations dans la commune.
La ligne D du RER dessert trois gares situées dans la commune : 
- la gare d'Évry-Val-de-Seine, située à l'est de la ville sur la ligne dite de la Vallée (portion de la ligne de Villeneuve-Saint-Georges à Montargis) et desservant principalement le quartier pavillonnaire et ancien d'Évry-Village.
- la gare d'Évry-Courcouronnes - Centre, située au centre-ville sur la ligne dite du Plateau (portion de la Ligne de Grigny à Corbeil-Essonnes) et donnant l'accès direct au centre-ville, à l'université d'Évry, au centre commercial régional Le Spot Évry et un peu plus loin, à la préfecture du département de l'Essonne.
- la gare du Bras de Fer - Évry - Génopole, située au sud de la ville sur la ligne dite du Plateau (portion de la Ligne de Grigny à Corbeil-Essonnes) et desservant principalement le quartier du Bras-de-Fer, du Parc aux Lièvres, le biocluster Genopole, les bureaux évryens de la SNECMA ainsi que le Centre hospitalier Sud Francilien, implantée a proximité sur la commune voisine de Corbeil-Essonnes.

Deux autres gares de la ligne D, situées sur le territoire de la commune voisine de Ris-Orangis, aux limites nord d'Évry-Courcouronnes, sont accessibles aux habitants d'Évry-Courcouronnes : 
- la gare de Grand Bourg, située sur la ligne dite de la Vallée et permettant de desservir les quartiers des Champs-Elysées et du Parc aux Biches à Évry-Courcouronnes;
- la gare d'Orangis - Bois de l'Épine, située sur la ligne dite du Plateau et permettant de desservir le quartier du Canal et le futur écoquartier les Horizons à Évry-Courcouronnes.

Depuis décembre 2023, la commune est desservie par la ligne 12 du tramway d'Île-de-France et comporte trois stations dans la commune : 
- la station Évry-Courcouronnes - Centre-Ville - Université, son point de départ, en correspondance avec le RER D et permettant l'accès direct au centre-ville, à l'université d'Évry, au centre commercial régional Le Spot Évry et un peu plus loin, à la préfecture du département de l'Essonne.
- la station Bois Briard, située non loin du centre-ville, qui donne principalement l'accès à la ferme du Bois Briard et au parc du lac d'Évry-Courcouronnes.
- la station Traité de Rome, située au nord-ouest de la commune, donnant l'accès à la ZAC du Bois Briard et au quartier pavillonnaire de la Garenne à Évry-Courcouronnes.

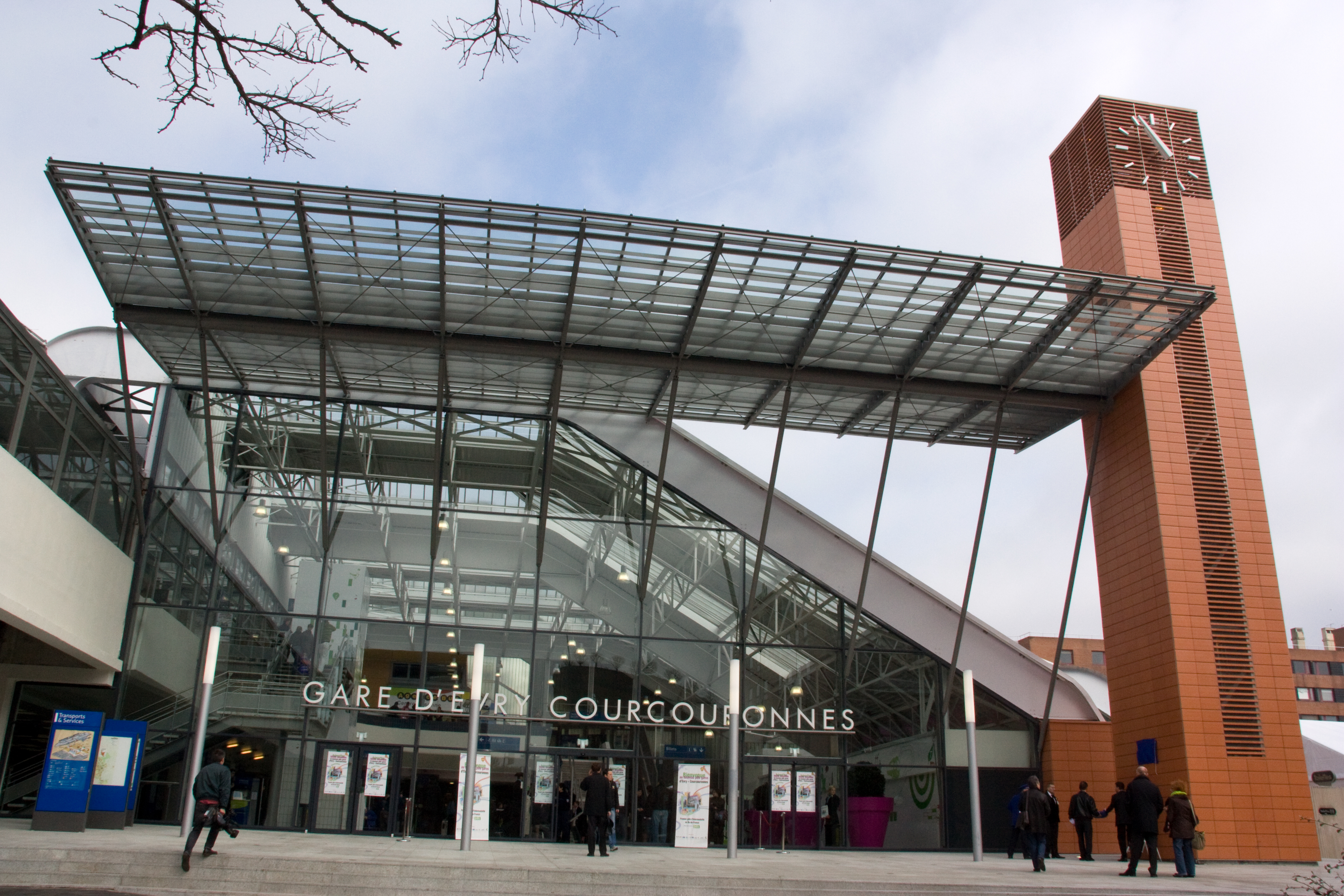
Gare d'Évry-Courcouronnes

Le trafic nocturne est assuré par le réseau de bus Noctilien avec les lignes N135 vers la Gare de Boissy-Saint-Léger et N139 vers Paris-Gare-de-Lyon;

#### Transports en commun routiers
La commune est desservie par plusieurs lignes de bus dont le point de départ de certaines lignes se fait principalement à la gare d'Évry-Courcouronnes.
- Les lignes 4201, 4202, 4204, 4206, 4212, 4213, 4214, 4215, 4216, 4217, 4219, 4232, 4241, 4242, 4244, 4245 et 9112 du réseau de bus Évry Centre Essonne.
- Les lignes 9101 (vers Brunoy) et 4122 (vers Yerres) du réseau de bus Val d'Yerres Val de Seine.
- La ligne 4504 (vers Arpajon ou Briis-sous-Forges) du réseau de bus Cœur d'Essonne.
- La ligne 91.05 (vers Orsay via Le Guichet) du réseau de bus Paris-Saclay.
- Les lignes 3703 et 7715 du réseau de bus de Sénart à destination de la gare de Lieusaint - Moissy.
- La ligne 4307 du réseau de bus Essonne Sud Est à destination de Fontenay-le-Vicomte via la gare de Mennecy.

Certains collèges et lycées d'Évry-Courcouronnes sont la destination de lignes à vocation scolaires tels que :
- La ligne 4159 du réseau de bus Val d'Yerres Val de Seine.
- Les lignes 4270, 4271, 4272, 4277 et 4279 du Réseau de bus Évry Centre Essonne.
- Les lignes 4331 et 4346 du Réseau de bus Essonne Sud Est.

## Urbanisme

### Typologie
Au 1er janvier 2024, Évry-Courcouronnes est catégorisée grand centre urbain, selon la nouvelle grille communale de densité à sept niveaux définie par l'Insee en 2022.
Elle appartient à l'unité urbaine de Paris, une agglomération inter-départementale regroupant 407  communes, dont elle est une commune de la banlieue,,. Par ailleurs la commune fait partie de l'aire d'attraction de Paris, dont elle est une commune du pôle principal,. Cette aire regroupe 1 929 communes,.

### Lieux-dits, écarts et quartiers
- Centre-ville / Agora
- Bois Guillaume
- Les Pyramides

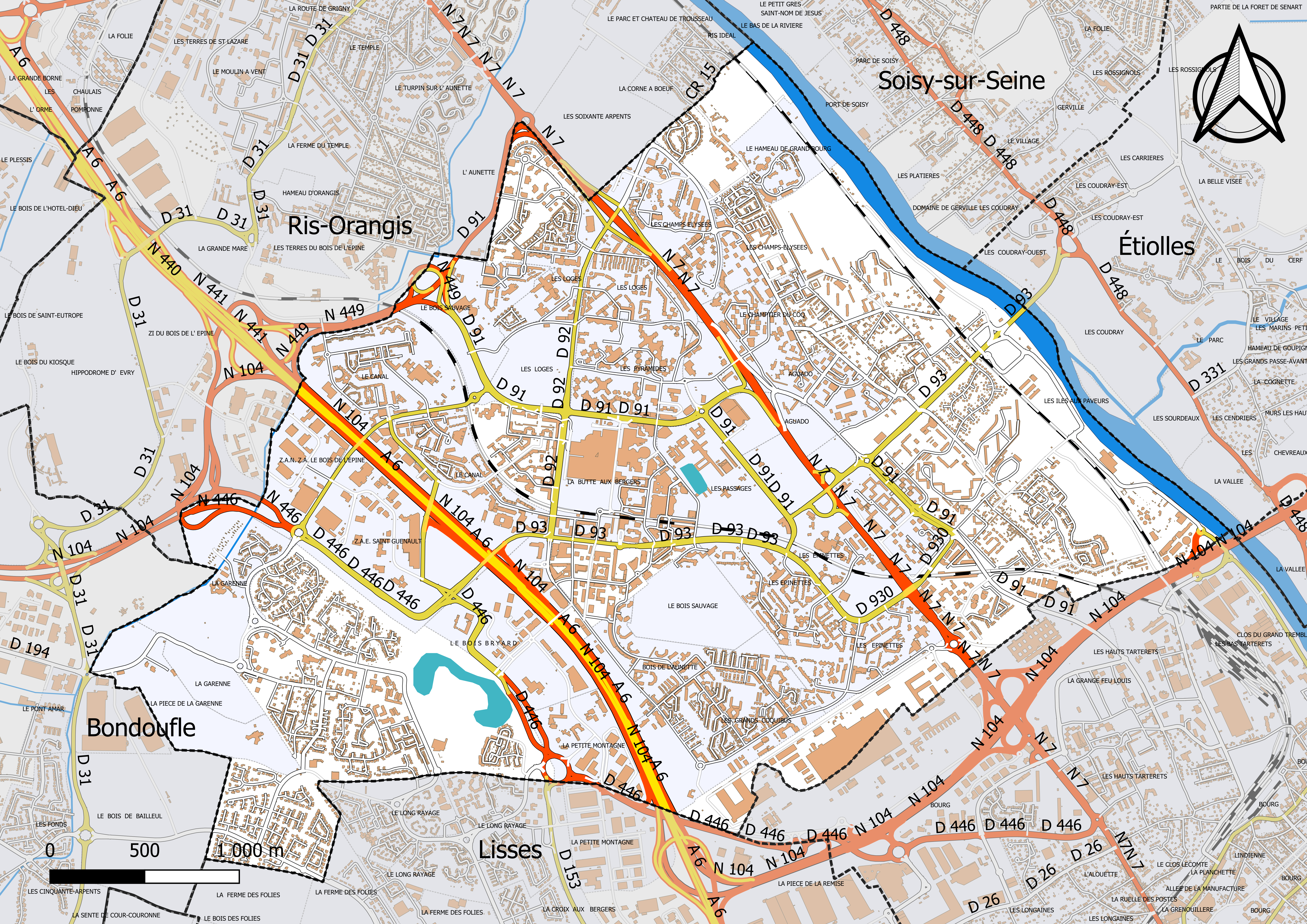
Plan cadastral de la commune d'Évry-Courcouronnes.

- Champs Elysées (limitrophe de Ris-Orangis)
- Parc aux Biches (près de Ris-Orangis)
- Bras-de-Fer (limitrophe de Corbeil-Essonnes)
- Les Aunettes (limitrophe de Lisses)
- Le Mousseau
- Aguado
- La Garenne (près de Bondoufle)
- Petite Montagne
- Champtier-du-Coq
- Le Canal / Les Horizons (près de Ris-Orangis)
- Grand Bourg (quartier commun à Ris-Orangis)
- Parc des Loges
- Bois Sauvage (près de Ris-Orangis)
- Parc aux Lièvres
- Les Epinettes (près de Corbeil-Essonnes)
- Évry-Village (près d'Étiolles et de Soisy-sur-Seine)
- S.N.E.C.M.A (quartier industriel partagé avec Corbeil-Essonnes)

### Évolution de l'habitat
Les Pyramides, le quartier emblématique de la ville d’Évry-Courcouronnes, classé aujourd’hui en quartier prioritaire, parmi les plus difficile d’Île-de-France avec la Grande Borne de Grigny et les Tarterêts de Corbeil-Essonnes. Les immeubles au plan pyramidal sont un empilement de module pré-construits implantés sur des poteaux et des dalles.

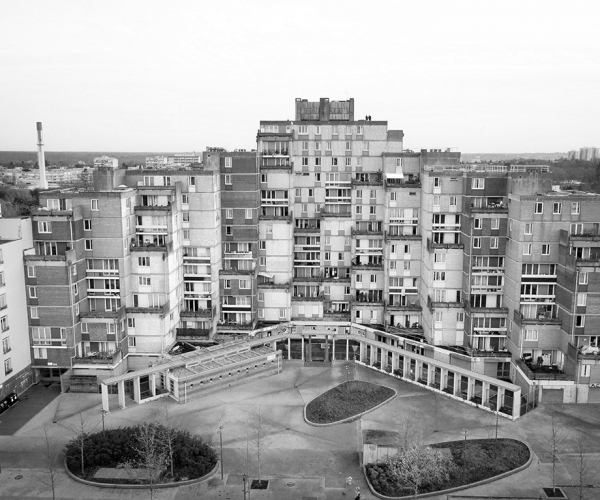
Les Pyramides

### Projets d'aménagement
La municipalité et l'intercommunalité engagent en 2020 un grand projet de rénovation du « centre-ville », chantier qui devrait durer une vingtaine d'années et qui comprend la destruction partielle de la dalle dans le secteur du bureau de poste, afin de mieux reconnecter les principaux équipements de la ville-préfecture, ainsi que le réaménagement des places devant la gare, le tribunal et l'université.

## Toponymie
Le nom est l'accolement des noms des deux communes déléguées, Évry et Courcouronnes.

## Histoire
Début 2018, les maires d’Évry et de Courcouronnes annoncent leur volonté de fusionner leurs villes au sein d'une commune nouvelle qui serait créée le 1er janvier 2019, afin de mieux peser face à la Métropole du Grand Paris et bénéficier d'une dotation globale de fonctionnement (DGF) augmentée de 5 % pendant trois ans,,.
La commune nouvelle est ainsi créée au 1er janvier 2019 par un arrêté préfectoral du 12 octobre 2018.

## Politique et administration

### Rattachements administratifs et électoraux
La commune fait partie de l'arrondissement et du canton d'Évry ainsi que de la première circonscription de l'Essonne pour l'élection des députés.

### Intercommunalité
Évry-Courcouronnes est membre de la communauté d'agglomération Grand Paris Sud Seine-Essonne-Sénart.

### Administration municipale
Jusqu'aux élections municipales de 2020, le conseil municipal de la  commune nouvelle est constitué de l'ensemble des conseillers municipaux des anciennes communes fusionnées, soit 77 conseillers.
À compter des élections de 2020, le nombre de conseillers municipaux est celui d'une commune comprenant de 80 000 à 99 999 habitants, soit 53,.

### Liste des maires
| Période        | Période                   | Identité         | Étiquette | Qualité |
| -------------- | ------------------------- | ---------------- | --------- | --- |
| 8 janvier 2019 | En cours (au 28 mai 2020) | Stéphane Beaudet | DVD       | Directeur de relations publiques Maire de Courcouronnes (2001 → 2018) Conseiller régional d'Île-de-France (2010 → ) Vice-président du conseil régional (2015 → ) Vice-président de la CA Grand Paris Sud Seine-Essonne-Sénart (2016 → ) Réélu pour le mandat 2020-2026 |

### Communes déléguées
| Nom           | Code Insee | Intercommunalité                        | Superficie (km2) | Population (dernière pop. légale) | Densité (hab./km2) |
| ------------- | ---------- | --------------------------------------- | ---------------- | --------------------------------- | ------------------ |
| Évry (siège)  | 91228      | CA Grand Paris Sud Seine-Essonne-Sénart | 8,33             | 54 663 (2016)                     | 6 562              |
| Courcouronnes | 91182      | CA Grand Paris Sud Seine-Essonne-Sénart | 4,37             | 13 427 (2016)                     | 3 073              |

### Jumelages
| Ville | Ville                       | Pays | Pays        | Période     |
| ----- | --------------------------- | ---- | ----------- | ----------- |
|       | Bamako                      |      | Mali        | depuis 2008 |
|       | Borough londonien de Bexley |      | Royaume-Uni | depuis 1966 |
|       | Dakar                       |      | Sénégal     | depuis 2003 |
|       | Kayes                       |      | Mali        | depuis 1991 |
|       | Nouakchott                  |      | Mauritanie  |             |
|       | Nowy Targ                   |      | Pologne     | depuis 1992 |
|       | Troisdorf                   |      | Allemagne   | depuis 1972 |

## Population et société

### Démographie
| 1968  | 1975   | 1982   | 1990   | 1999   | 2006   | 2011   | 2016   |
| ----- | ------ | ------ | ------ | ------ | ------ | ------ | ------ |
| 7 292 | 19 663 | 34 542 | 58 793 | 63 391 | 67 060 | 65 880 | 68 090 |

### Enseignement
Les élèves d'Évry-Courcouronnes sont rattachés à l'académie de Versailles.

#### Enseignement primaire et secondaire
Écoles maternelles :
- Aguado (quartier d'Aguado)
- Albert-Levasseur (quartier d'Évry-Village)
- Alphonse-de-Lamartine (quartier du Champtier du Coq)
- Condorcet (quartier des Aunettes)
- Françoise-Dolto (quartier du Bois Sauvage)
- Georges-Lapierre (quartier des Aunettes)
- Jacques-Brel (quartier du Canal)
- Jacques-Tati (quartier du Canal)
- Jean-de-La-Fontaine (quartier du Parc aux Lièvres)
- La Communale (quartier des Épinettes)
- La Lanterne (quartier des Épinettes)
- La Poule-Rousse (quartier des Pyramides)
- Le Mousseau (quartier du Mousseau)
- Le Parc-aux-Biches (quartier du Parc aux Biches)
- Le Petit-Dragon (quartier des Pyramides)
- Les Coquibus (quartier d'Évry-Centre)
- Le Temps-des-Cerises (quartier des Épinettes)
- Maurice-Genevoix (quartier des Pyramides)
- Marco Polo (quartier du Bras-de-Fer)
- Nicolas-Jacques Conté (quartier des Aunettes)
- Paul-Bert (quartier Courcouronnes-Centre)
- Paul-Gauguin (quartier du Canal)
- Vincent-Van-Gogh (quartier du Canal)
- École privée Sainte-Mathilde (quartier d'Aguado)

Écoles élémentaires :
- Aimé-Césaire (quartier d'Évry-Centre)
- Alain-Savary (quartier des Pyramides)
- Albert-Levasseur (quartier d'Évry-Village)
- Alexandre-Dumas (quartier des Pyramides)
- Condorcet (quartier des Aunettes)
- François-Mauriac (quartier du Parc aux Lièvres)
- Georges-Lapierre (quartier des Aunettes)
- Jacques-Cartier (quartier du Champtier du Coq)
- Jacques-Tati (quartier du Canal)
- Jules-Ferry (quartier de la Garenne)
- Jules-Verne (quartier des Pyramides)
- La Communale (quartier des Épinettes)
- La Lanterne (quartier des Épinettes)
- Le Mousseau (quartier du Mousseau)
- Le Parc-aux-Biches (quartier du Parc aux Biches)
- Les Champs-Élysées (quartier des Champs-Élysées)
- Les Coquibus (quartier d'Évry-Centre)
- Maréchal-Leclerc (quartier d'Évry-Village)
- Maurice-Genevoix (quartier des Pyramides)
- Marco-Polo (quartier du Bras-de-Fer)
- Nicolas-Jacques-Conté (quartier des Aunettes)
- Paul-Bert (quartier Courcouronnes-Centre)
- Paul-Gauguin (quartier du Canal)
- Vincent-Van-Gogh (quartier du Canal)

Collèges :
- collège Galilée (quartier des Épinettes)
- collège Le Village (quartier d'Aguado)
- collège Montesquieu (quartier du Champtier du Coq)
- collège Notre-Dame-de-Sion (quartier des Champs-Élysées)
- collège Paul-Éluard (quartier des Épinettes)
- collège Paul-Fort (quartier Courcouronnes-Centre)
- collège des Pyramides (quartier des Pyramides)

Lycées :
- lycée professionnel Auguste-Perret (quartier des Champs-Élysées / du Champtier du Coq)
- lycée professionnel Charles-Baudelaire (quartier des Champs-Élysées / du Champtier du Coq)
- lycée Georges-Brassens (quartier du Canal)
- lycée du Parc-des-Loges (quartier du Bois Sauvage)
- lycée privé Notre-Dame-de-Sion (quartier du Grand Bourg)
- Faculté des métiers de l'Essonne (quartier du Bras-de-Fer)

#### Enseignement supérieur
- Faculté des métiers de l'Essonne
- Institut Mines-Télécom Business School
- ENSIIE (École nationale supérieure d'informatique pour l'industrie et l'entreprise)
- Télécom SudParis
- Université d'Évry-Val-d'Essonne

### Lieux de cultes

#### Évry
- Cathédrale de la Résurrection Saint-Corbinien, le Clos de la Cathédrale.
- Église Saint-Pierre-et-Saint-Paul, avenue du Château.
- Église Notre-Dame d'Espérance, Rond-Point du Parc-aux-Lièvres.
- Chapelle de l'ensemble scolaire Notre-Dame de Sion, rue de Ratisbonne.
- Chapelle du relais Saint-Jean, avenue Victor-Hugo.
- Chapelle du monastère de la Croix des dominicains, cours de Monseigneur-Roméro.
- Église protestante évangélique, place de l'Yerres.
- Église évangélique adventiste, allée du Père-Duchêne.
- Salle du royaume des témoins de Jéhovah, route Nationale 7.
- Église de Jésus-Christ des saints des derniers jours, boulevard Louise-Michel.
- Mosquée d'Évry-Courcouronnes, rue Georges-Brassens.
- Synagogue allée du Pourquoi-Pas.
- Pagode Khánh-Ahn, route Nationale 7

#### Courcouronnes
- Église de la Nativité, rue de la Cerisaie.
- Église Saint-Guérault, allée Pierre-Ronsard.
- Église protestante chemin de la vie, rue Marquis-de-Raies.
- Église universelle du royaume de Dieu ou Centre d'accueil universel, 507 place des Champs-Élysées.

## Économie
C’est dans cette ville que les sociétés Arianespace et Courtepaille ont leur siège. Elle accueille également le Genopole, biocluster français de recherche scientifique. 

Les bureaux de la société Accor

## Culture locale et patrimoine
Le patrimoine de cette ville est celui des deux communes fusionnées.

### Personnalités liées à la commune nouvelle
Différents personnages publics sont nés, décédés ou ont vécu à Évry-Courcouronnes :
- Françoise Athénaïs de Rochechouart de Mortemart dite Madame de Montespan (1640-1707) favorite de Louis XIV possédait le château de Petit-Bourg ;
- Louis Antoine de Pardaillan de Gondrin (1665-1736), duc d'Antin fut propriétaire du château de Petit-Bourg ;
- José de San Martín (1778-1850), général argentin y vécut ;
- Louis Maille-Saint-Prix (1796-1882), peintre français, y mourut en son château de La Grange-Feu-Louis ;
- Théodore Ratisbonne (1802-1884), prêtre catholique d’origine juive y est inhumé ;
- Missak Manouchian (1906-1944), militant communiste et résistant y fut arrêté ;
- Joseph Epstein (1911-1944), militant communiste et résistant y fut arrêté ;
- Albert Malbois (1915-2017), fut le premier évêque du diocèse d'Évry-Corbeil-Essonnes, de 1966 à 1977 ;
- Jean Maheu (1931-2022), haut fonctionnaire, y enseigne ;
- Jean-Claude Drouot (1938-) acteur belge y vit et est résident du théâtre communal ;
- Dominique Planquette (1943-2020), photographe, ancien élève de l'École des Arts décoratifs, fit de 1968 à sa mort des milliers de photographies matérialisant l'évolution de la ville nouvelle. Ce fonds documentaire est préservé aux archives départementales de l'Essonne[28],[29] ;
- Anne Querrien (1945-), sociologue y enseigne ;
- Jean-Pierre Durand (1948-), sociologue y enseigne ;
- Karine Saporta (1950-), chorégraphe y enseigne ;
- Michel Melki (1952-), acteur y enseigna ;
- Pascal Affi N'Guessan (1953-), homme politique ivoirien y étudia ;
- Olivier Salon (1955-), mathématicien et écrivain y enseigna ;
- Nicolas Vérin (1958-), compositeur y enseigne.
- Olivier Le Cour Grandmaison (1960-), universitaire y enseigne ;
- Manuel Valls (1962-), ancien député-maire, premier Ministre français (2014 à 2017) ;
- Claude Brendel (1965-), chef d'orchestre y étudia ;
- Guillaume Perrot (1971-2006), acteur et dramaturge y est né ;
- Valérie Crunchant (1972-), actrice y est née ;
- Patrice Mian Kouassi dit Patson (1974-), humoriste ivoirien y vécut ;
- Michal Divíšek (1976-), hockeyeur y est licencié ;
- Claude Bakadal (1976-), footballeur y fut licencié ;
- Maxime Brunerie (1977-), auteur d’une tentative manquée d’assassinat sur le président de la République française Jacques Chirac, y est né ;
- Stanick Jeannette (1977-), patineur artistique y fut licencié ;
- Serigne M’Baye Gueye dit Disiz (1978-), rappeur français et acteur y vit ;
- Nicolas Pousset (1979-), hockeyeur y est licencié ;
- Freddy Kpadé dit Ol Kainry (1980-), rappeur, y vécut ;
- Atef Kahlaoui dit Al K-Pote (1981-), rappeur français y vécut ;
- Ladji Doucouré (1983-), athlète y est licencié ;
- Mathieu Lahaye (1983-), athlète y fut licencié ;
- Fatimatou Sacko (1985-), basketteuse, y fut licenciée ;
- Guillaume Guffroy (1985-), athlète y est licencié ;
- Hameur Bouazza (1985-), footballeur international y est né ;
- Helmi Loussaief (1986-), footballeur y est né ;
- Yannick Kocon (1986-), patineur artistique y est né ;
- Vincent Rottiers (1986-), acteur y est né ;
- Mehdi Benatia (1987-), footballeur, y est né;
- Yohann Thuram (1988-), footballeur, y est né ;
- Alioune Ba (1989-), footballeur, y est né ;
- Maxime Vachier-Lagrave (1990-), joueur d’échecs y est licencié ;
- Caroline Espiau (1992-), sauteuse à ski, y est née ;
- Grâce Zaadi (1993-), handballeuse, y est née ;
- Adrien Hunou (1994-), footballeur, y est né ;
- Aurélien Azar (1994-), rugbyman, y est né ;
- Niska (1994-), rappeur y vit ;
- Bolémvn (1996-), rappeur y vit ;
- Paul Bernardoni (1997-), footballeur y est né ;
- Kodes (1997-), rappeur y vit ;
- Ziak (1997-), rappeur, y est né ;
- Houboulang Mendes (1998-), footballeur, y est né ;
- Zola (1999-), rappeur y est né ;
- Koba LaD (2000-), rappeur y vit ;
- Serge Bardet (?-), universitaire y enseigne ;
- Kewin Ngoan (?-), karatéka et professeur de karaté y fut licencié jusqu'en juin 2024 ;
- Franck Ngoan (2000-), karatéka y est licencié ;
- Warren Bondo (2003- ), footballeur, y est né.